# Sven II
Pour les articles homonymes, voir Sven.
Sven II de Danemark dit Sven II Estridsen, aussi appelé Sven Estrithsson et Sven Ulfsson (né v. 1020 – mort le 28 avril 1076) fut roi de Danemark de 1047 à 1076.

## Origine
Sven Estridsen naît vers 1020, il est le fils du Jarl Ulf Thorgilsson et d'Estrid, la sœur de Knut le Grand. Son surnom Estridsen lui vient donc du nom de sa mère. Après la disparition de son père assassiné sur l'ordre de  Knut le Grand, il séjourne de 1028 à 1039 auprès du roi Anund Jacob en Suède où il possédait de vastes domaines.

## Règne
Sven devient roi à la mort de Magnus Ier de Norvège, roi de Norvège et de Danemark, qui conformément à l'accord passé en 1036 avec Knut III de Danemark le désigne pour lui succéder dans ce dernier État, sur lequel il règne de 1047 à 1076. [réf. nécessaire].

### Politique extérieure
Sven II s'allie en 1049 avec Henri III du Saint-Empire contre Baudouin V de Flandre, il soutient
aussi son gendre  Gottschalk lors de sa guerre contre les Lutici en 1057. Harald III Sigurdsson, qui, avant de succéder à son neveu Magnus sur le trône de Norvège, avait passé une alliance avec Sven, s'était mis en tête, une fois devenu roi, de conquérir le Danemark. Malgré les razzias incessantes qu'il opérait, le pays résiste tant bien que mal, ce qui le conduit à faire la paix à Gôtä Älv en 1064 avec Sven II de Danemark. Le roi de Norvège renonce à ses prétentions sur le Danemark dont l'origine était l'accord de 1036 entre Magnus le Bon et Knut III de Danemark et chaque royaume gardera ses anciennes limites. L'accord est confirmé en 1067 à Konghella avec Olaf III Kyrre le nouveau roi de Norvège. Après deux vaines tentatives pour s'emparer du trône d'Angleterre. en 1069 et 1074, la paix est aussi instaurée avec Guillaume Ier d'Angleterre. Vers 1070, Sven passe également avec le roi de Suède un accord par lequel celui-ci reconnaît la souveraineté de la couronne danoise sur une grande partie de ce qui constitue actuellement la Suède du Sud, la Scanie à l'est du Sund. Les souverains danois conserveront cette région jusqu'au XVIIe siècle. L'année suivante, il contracte un traité d'alliance secret avec Henri IV du Saint-Empire en juin/juillet 1071 à Bardewic contre les Saxons qui s'agitaient. L'empereur s'engage à lui céder les provinces frontalières.

### Relation avec l'Église
Sven II affermit le christianisme et il organise le royaume en s’appuyant sur l’Église. Selon Adam de Brême, depuis le règne du roi Harald Ier trois évêchés étaient implantée au Jutland: à Schleswig, Ribe et jusqu'à la disparition de l'archevêque de Brême Adalag en 988 à Aarhus. 
L'archevêque Adalbert de Brême s'étant réconcilié avec le roi Sven II après l'avoir obligé à répudier son ex belle-mère Gunild qu'il avait pris comme « épouse », décide avec lui en 1060 après la mort de Wal évêque de Ribe  de diviser son diocèse en quatre parts. il consacre Otton comme nouvel évêque de Ribe, Christian à Aarhus, Héribert à Viborg et Magnus à Vendel. Ce dernier meurt dans un naufrage au retour de sa consécration, et il est remplacé par Albéric et les quatre évêques se partagent l'ancien diocèse et reçoivent des donations du roi. L'archevêque Adalbert consacre de plus des clercs de son église à Schleswig, en Seeland et en Fionie. Aucun évêque n'avait été désigné pour la Scanie. Après la mort d'Avocon de Seeland qui avait la charge de territoire, le roi Sven II divise la province en deux évêchés il établit le premier à Lund pour Henri et le second à Dalby pour Eginon. À la mort d'Henri, Eginon établit un siège unique à Lund.        
Sven II fait finalement entrer le Danemark dans le monde occidental en abandonnant les idéaux conquérants des Vikings. En 1075, le pape Grégoire VII lui écrit pour lui demander de lui envoyer des soldats, vraisemblablement pour combattre les Normands du sud de l'Italie qui posaient des problèmes dans la région. En échange du secours demandé, Grégoire VII offrit à Sven de faire un de ses fils seigneur de l'Italie méridionale. Cet appel à l'aide fut semble-t-il sans réponse. Sa mort, le 28 avril 1076, fut suivie par une longue période de luttes intestines.
Son corps repose dans le chœur de la cathédrale de Roskilde.

## Unions et descendance
Selon son contemporain Adam de Brême, le roi de Danemark Sven Estridsen « souffrait d'un gout immodéré des femmes, non de son propre vouloir ; à mon sens, mais par un vice inné chez son peuple ».
Après avoir épousé pendant son exil Gyda, la fille d'Anund Jacob de Suède, Sven se marie avec la veuve de ce dernier Gunild, dont on ignore si elle était la mère de Gyda. Le scandale est néanmoins grand et le couple doit se séparer sur l'injonction de l'église. « Gunild est éloignée du roi des Danois à qui elle était apparentée et se consacrait maintenant sur ses terres loin du Danemark à accueillir et à secourir les pauvres ». Toujours selon Adam de Brême « Gunild n'est pas la même que Gude » une autre épouse de Sven qui fut empoisonnée par sa concubine Tora Torbergsdatter. Cette dernière lui donne un fils nommé Magnus que Sven envoi à Rome pour y être sacré. Le jeune garçon meurt en route et Thora « femme impie » demeure ensuite stérile.
Sven II aura, avec ses trois ou quatre épouses et diverses concubines, de nombreux enfants légitimes et illégitimes, dont pas moins de 14 (ou 15) fils parmi lesquels cinq seront successivement rois de Danemark :
- Knútr, l'aîné  mort du vivant de son père lors d'un voyage à Rome[10],[11] ;
- Sven le Croisé, tué en 1097 à Philomelion ;
- Harald III de Danemark Hen (Pierre molle) ;
- Knut IV de Danemark le Saint (den Heilig) : Père de Charles, comte de Flandre, et de Cécilia ;
- Benoît, tué le 10 juillet 1086 à Odense avec son frère Knud IV ;
- Oluf Ier de Danemark Hunger (Famine) ;
- Éric Ier de Danemark Eigod (Toujours Bon), mari de Bodil Thrugotsdatter et père de :  - saint Knud Lavard (x Ingeborg, fille de Mstislav Ier de Kiev et de Christine Ingesdotter de Suède ; père de Valdemar Ier de Danemark, roi en 1157-82, lui-même père de Knut VI et de Valdemar II) ; - Éric II de Danemark (père de Sven III) ; et - Harald Kesja (époux de Ragnhild, une des filles de Magnus III de Norvège : parents d'Oluf II de Danemark, et de Björn Jernsida de Danemark qui marie Catherine, fille du roi de Suède Inge Ier l'Ancien, et enfante Christine, l'épouse de saint Éric IX de Suède) ;
  - la couronne danoise passe à trois des fils de Valdemar II (roi en 1202-41 ; x Bérengère de Portugal) : - Éric IV de Danemark (père de Sophie, x Valdemar Ier de Suède ; et de Ingeburge, x Magnus VI de Norvège) ; - Abel de Danemark (souche des ducs de Slesvig, jusqu'à Hedwige ci-après) ; et - Christophe Ier de Danemark, 
    - puis au fils de Christophe Ier, Éric V de Danemark (roi en 1259-86), père d'Éric VI de Danemark et de Christophe II de Danemark ; 
      - Après Christophe II, vient son fils Valdemar IV de Danemark (roi en 1340-75), époux d'Hedwige de Schleswig et père de Margrethe Ire de Danemark qui marie Håkon VI de Norvège de Norvège et de Suède : l'union de Kalmar commence en 1389/1397 (cf. l'article consacré à Erik Magnusson de Suède, grand-père paternel de Haakon VI), et le trône de Danemark passe en 1448 à un lointain cousin en lignée féminine, Christian d'Oldenbourg ;
- Sven Svensson, mort en 1104, père de Henrik (x Ingrid Rögnvaldsdotter, petite-fille d'Inge l'Ancien de Suède), lui-même père de Magnus II de Suède ;
- Sigrid, mariée à Gottschalk, roi des Abodrites tué le 7 juin 1066 ;
- Ingerid , née vers 1070, mariée à Olaf III de Norvège Kyrre ;
- Ragnhildr épouse Sveinn le fils de Áskell Erlingsson dont Knútr de Sole ;
- Thorgísl ;
- Sigurdr ;
- Björn Svendsen (en);
- Guthormr ;
- Eymundr ;
- Úlfr surnommé Ubbi ;
- Niels Ier de Danemark (x Margrete Fredkulla, fille d'Inge l'Ancien de Suède), père de Magnus Ier de Suède, lui-même père de Knut V de Danemark.

### Sources
- Simon Lebouteiller (Traduit du norrois et présenté), La saga des rois de Danemark (Knýtlinga saga), Toulouse, Anacharsis, 2021, 253 p. (ISBN 979-1027904129), p. 77-85 chapitre 22-25.
- Lucien Musset, Les Peuples Scandinaves au Moyen Âge, Paris, Presses universitaires de France, 1951, 342 p.
- Adam de Brême, traduit et présenté par Jean-Baptiste Brunet-Jailly, Histoire des archevêques de Hambourg, Paris, Gallimard, coll. « L'aube des peuples », 1998, 318 p. (ISBN 2070744647).